# Sycophaga gigantea
Sycophaga gigantea är en stekelart som beskrevs av Grandi 1916. Sycophaga gigantea ingår i släktet Sycophaga och familjen fikonsteklar. Inga underarter finns listade i Catalogue of Life.